# Canta Roberto Carlos
Canta Roberto Carlos è una ristampa di Cristiano Malgioglio. È la ristampa dell'album di duetti Amiche del 1991.

## Tracce
1. Quando arriva assente da me (duetto con Pablo Minales)
2. Amica (duetto con Milva)
3. Notte madrilena (duetto con Sylvie Vartan)
4. Cavalcata (duetto con Lara Saint Paul)
5. Gli zingari d'oriente (duetto con Aida Cooper)
6. Ex innamorati (duetto con Rita Pavone)
7. La gelosia (duetto con Iva Zanicchi)
8. Io ti propongo (duetto con Mersia)
9. Briosa malinconia (duetto con Rosanna Fratello)
10. Rock'n coffee (duetto con Aida Cooper)
11. Tu non ti scordar di me